# Contea di Kalpin
La contea di Kalpin (柯坪县S, Kēpíng XiànP) è una contea della Cina, situata nella regione autonoma di Xinjiang e amministrata dalla prefettura di Aksu.